# Tom DeMarco
Tom DeMarco (ur. 20 sierpnia 1940 w Hazleton, Pensylwania) – amerykański konsultant, informatyk, jeden z twórców inżynierii oprogramowania w tym zwłaszcza analizy strukturalnej, amerykański pisarz.
Uzyskał licencjat z elektrotechniki na Cornell University, magisterium na Columbia University oraz dyplom na Sorbonie, otrzymał również doktorat honorowy City University w Londynie.
Pracę zawodową rozpoczął w 1963 roku w Bell Telephone Laboratories, gdzie uczestniczył w projekcie ESS-1, którego celem było stworzenie jednej z pierwszych programowanych central telefonicznych. W latach sześćdziesiątych pracował dla francuskiej firmy konsultingowej nad przenośnikiem dla magazynów w La Villette w Paryżu, a z początkiem lat siedemdziesiątych dwudziestego wieku nad systemami bankowymi on-line w Szwecji, Holandii, Francji oraz Nowym Jorku.
W latach siedemdziesiątych był jedną z głównych postaci propagujących stosowanie analizy strukturalnej w rozwoju oprogramowania W 1979 opublikował książkę Analiza strukturalna i specyfikacja systemów, do dziś jedną z najważniejszych pozycji tej tematyki.
W latach osiemdzisiatych wraz z Timem Listerem, Jamesem i Suzanne Robertson oraz innymi założył w Nowym Jorku firmę doradczą The Atlantic Systems Guild specjalizującą się w metodach rozwoju oprogramowania oraz zarządzaniu zespołami rozwojowymi.
DeMarco prowadził warsztaty, szkolenia oraz konsultacje na całym świecie. Kilkakrotnie odwiedził również Polskę. Otrzymał w roku 1996 Nagrodę Warniera za wkład w rozwój informatyki, a w roku 1999 Nagrodę Stevensa za wkład w rozwój metod programowania. Jest członkiem ACM oraz IEEE.
Jest autorem trzynastu książek, w tym trzech powieści, zbioru opowiadań i wielu artykułów na temat zarządzania oraz metod rozwoju oprogramowania i systemów. Jego najnowszym dziełem jest powieść Paradoks Andronescu. W 2013 r. ukazało się trzecie, poszerzone wydanie kultowej książki Peopleware, napisanej wspólnie z Timem Listerem. Wydanie zawiera pięć nowych rozdziałów oraz uaktualnienia praktycznie wszystkich rozdziałów.

## Publikacje
- Tom DeMarco: Zdążyć przed terminem: opowieść o zarządzaniu projektami. Warszawa: Studio Emka, 2002, s. 288. ISBN 83-88931-08-3.
- Tom DeMarco, Timothy Lister: Czynnik ludzki: skuteczne przedsięwzięcia i wydajne zespoły. Warszawa: Wydawnictwa Naukowo-Techniczne, 2002, s. 260. ISBN 83-204-2718-5.
- Tom DeMarco: Luz: jak uniknąć wypalenia się, zapracowania i mitu absolutnej sprawności. Warszawa: Wydawnictwa Naukowo-Techniczne, 2005, s. 226. ISBN 978-83-204-3050-9.